# عسكرية

دول العالم حسب أعداد الجنود في كل منها: يزداد عدد الجنود بازدياد قتم لون الدولة على الخريطة

العسكرية مصطلح يمكن أن يشير إلى معنيين، الأول هو الجنود والجندية، والثاني هو القوات المسلحة. على مدار السنين، كانت الجيوش أو القوات المسلحة تتخذ مختلف الأشكال والأحجام؛ بدءاً من مجموعة قرويين يقودهم أميرهم، إلى جيش كامل ضخم مجهز للغزو مثلما حدث في الحرب العالمية الثانية. ربما يشر إلى أنواع من الأسلحة التي تستخدم في الحروب، مثلا الرشاشة، المدفع، الطائرة العسكرية، المدرعات، الدبابة أو الأسلحة المحرمة دوليا، مثل النابالم، الأسلحة النووية، الأسلحة البيولوجية، مثل الجمرة الخبيثة، أو الأسلحة الجرثومية وغيرها.